# 議會暴力

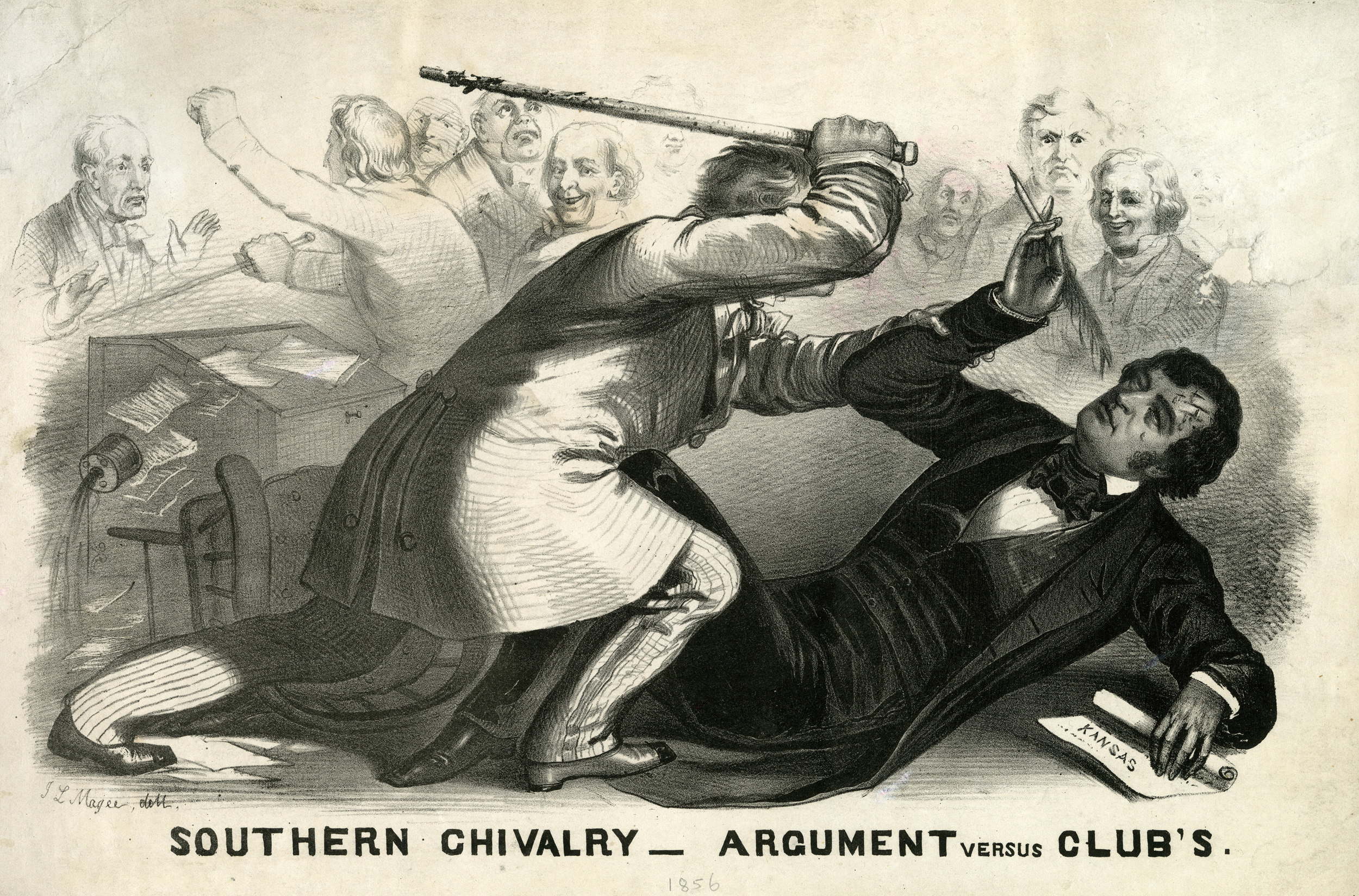
政治漫画描繪1856年美國著名的議會暴力事件——民主黨員普雷斯顿·斯密·布鲁克斯於議會上當眾殴打共和黨的查爾斯·索姆奈，造成兩人雙雙掛彩，索姆奈更因此留下永久性的腦部創傷

議會暴力（英語：Legislative violence）指稱發生於議會中的暴力事件，一般泛指议员之间的肢體或言語暴力。
而在個别地區，如程序公義未能反映一般民眾意見和所需，也可被視為議會暴力。因為議會架構失衡導致決議傾向單一政治陣營，即使議題在民間存在爭議，政府只要向親建制陣營遊說並在議會取得足夠票數即可強推政策， 對市民特別是弱勢社群應有的保障或會被剝奪，但因為投票結果建基於議會架構深層原因，導致市民和議員亦無可奈何。
尽管当众斗殴有损立法机构的庄严形象，但政治的高度对抗性带给議員的压力和愤怒情绪使得议会暴力在各国都时有发生。
现代议会暴力经常由意见不合、票数紧逼等原因引起。而古代的議會暴力則無關政府的合法性，政府行為的不公義，危害公眾或極度無理等因素，因此形式與現代的議會暴力不同。古代的議會暴力有時候是政變或赤裸暴力，有時候是議員之間因為榮辱而攻擊對方或進行決鬥。

## 歷史

### 古羅馬

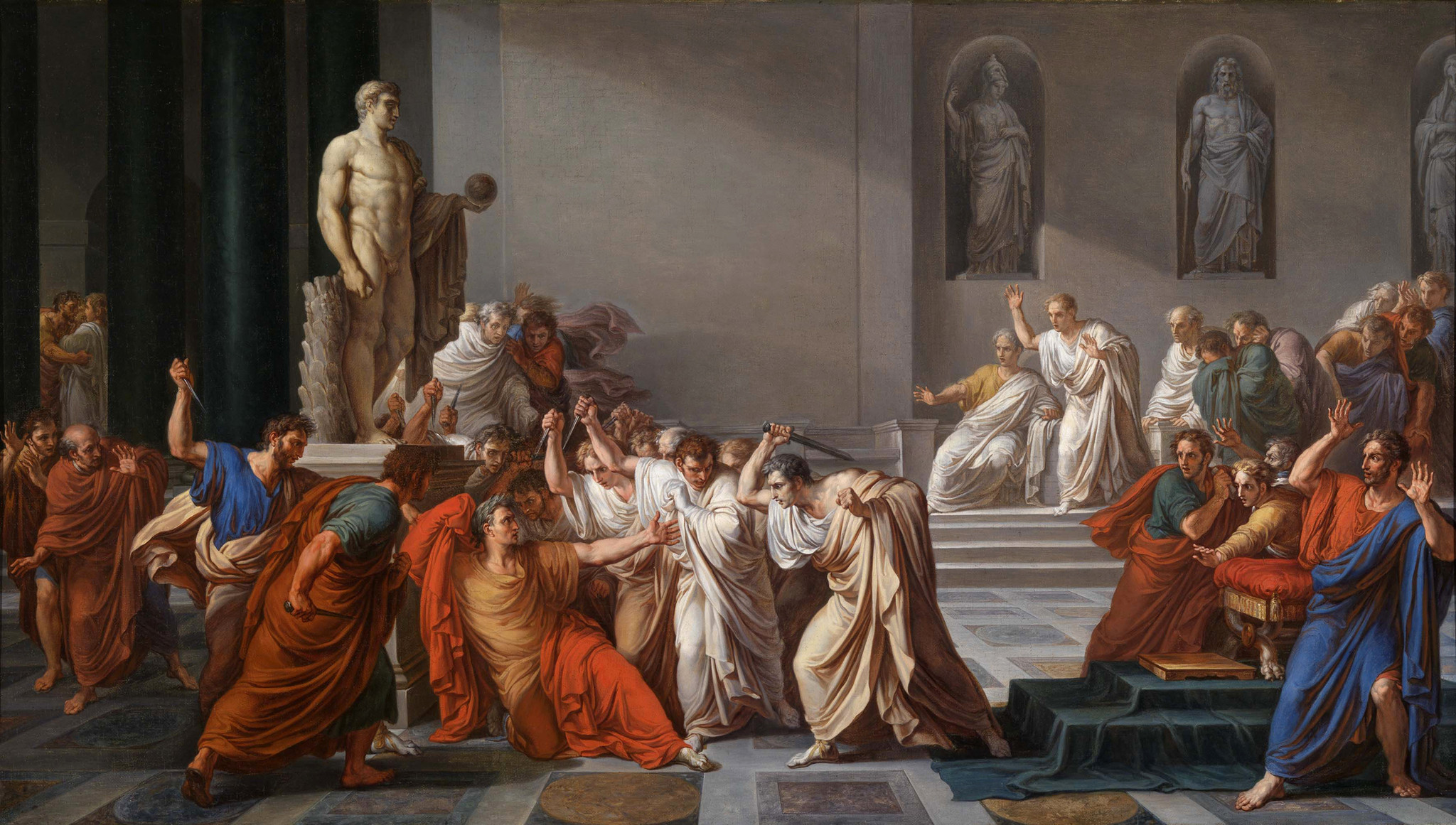
Morte de Césare(凯撒之死)，作者 温琴佐·卡马卡尼

古罗马最著名的议会暴力，当属罗马将军、独裁官凯撒于前44年3月15日的元老院会议中遇刺一事。以盖乌斯·卡西乌斯·朗基努斯和马可斯·布鲁图斯为首，自称解放者的议员们為刺殺凱撒已谋划多时，最終他们选择在元老院会议上付诸行动（因为在会议上只有议员而没有凯撒的亲信）。這些议员伪造了一份请愿书要求凯撒交出政权，而凯撒则要求为此召开元老院会议。最終當凯撒到达庞贝剧院之后，在场的议员和刺客共计60人取出托加下的匕首刺死了凯撒（据说一共刺了23刀，但只有1刀是致命的）。凯撒之死直接引发了一场争夺共和国政权的内战，以屋大维建立罗马帝国告终。

## 各地情況

### 中華民國
中華民國立法院的國會暴力通常称为國會打架、立委鬥毆、立委群殴、立院全武行（即立法委员集體打架的意思）。立法院发生打架的历史，可以追溯到1980年代。1987年民主進步黨立法委員朱高正用柔道摔飛周書府，是第一件臺灣國會暴力。1988年4月7日民主進步黨立法委員朱高正跳上主席台，毆打時任代理主席的立法院副院長劉闊才，從此議會暴力層出不窮。
在早期中國國民黨執政时代，中華民國政府實施黨國體制，執政的中國國民黨一黨獨大。随中央政府搬遷來台之中國大陸各省立法委員、國民大會代表及監察委員在大陸地區無法進行選舉的情況下，任期可无限制延長。在议会决议过程中，這些立委惟黨意是從，因而与在野党的紛爭往往也是甚少发展到肢體冲突。
1980年代，當時仍處於威權時期，立法院由國民黨壟斷大多數議席。當時除了1948年在中國大陸所選出、380位左右的資深立委之外（原本共有760人，遷臺後剩380餘人，含1991年前在台灣逝世者），其餘則為依據《動員戡亂時期臨時條款》所選出的「增額」立法委員，最多的時候也僅有130人，且多數屬於國民黨籍，難以發揮國會的正常功能。黨外的朱高正認為「在國民黨獨裁時期，反對黨為有效監督，必須採取極端的手段；溫和的問政方式，無法有效推動民主發展」，因此開創了國會肢體肉搏衝撞體制的風氣。由朱高正所帶起的暴力問政風格，讓立法院乃至於地方議會紛起效尤，動輒以肢體進行議事抗爭。但在沒了威權體制、黨國箝制民主的脈絡以及爭民主的理念之下，肢體抗爭失去正當性，成為個人作秀與利益交換的工具，與當年立意在「打倒威權、爭取民主」的理念不可同日而語。
而現在國會暴力已大大減少，較多是溫和的推擠碰撞，参与衝突的立委，一是黨團議事攻防的運用，二是可以获得媒体的特别关注进而吸引选票等考量，有「政治作秀」、「看到攝影機才打架」、「其實是好朋友」、「先私下約好才打架」及「早上在立院打架、晚上一起上酒家」之说。
另外在中華民國，根據《立法院議事規則》第三十條，立法委員的發言時間由主席宣告（通常為數分鐘不等），無法像他國的國會一樣利用冗長辯論的手段癱瘓議會，因此議會暴力成了立法委員癱瘓議事的唯一手段，也讓立委的鬥毆被认为是台湾政治的标志之一。
立法院的議會暴力早在1990年代就引起歐美媒體和學者注意，1995年更曾以此獲得搞笑諾貝爾獎的和平獎，理由是「證明政客們鬥毆比引起戰爭更有政治效果」。

### 香港特別行政區

#### 立法會
香港立法会中发生的議會暴力大多是由议员在议会范围内向政府官员单向进行侮辱性言论或行动，其原因很多都是政策上出現分歧與矛盾(也有議員之間的爭執)。
2008年10月15日
在香港特別行政區行政長官曾蔭權在立法會議事廳宣讀最新一份《香港施政報告》時，社民連黃毓民議員打斷了宣讀。其後在被請離場時突然向曾蔭權站立的主席桌前一次過投擲了三隻香蕉。部份議員認為這是香港有史以來在立法會的首宗議會暴力，事件因此成為香港政壇焦點。
2010年1月7日
黃毓民和詹培忠議事廳「嗌大交」（吵架）——在財委會會議中，詹培忠指黃毓民是「黑底就大哂」（有黑社會背景便肆無忌憚），而黃毓民否認自己「黑底」（否認黑社會）並反指詹培忠是「死監躉」、「臭釋囚」（詹培忠曾坐過牢）、「乞兒」（乞丐）、「仆街」（粵語髒話）、「走狗」等等。與黃毓民有相同政治背景的陳偉業後來加入罵戰，強逼詹議員辭職，否則詹便是「縮頭乌龟」，又公開指「佢（詹培忠）好大機會搵人斬我哋（砍我們），如果陳偉業畀人斬（被砍），肯定係詹培忠叫人斬嘅」，整個過程被媒體攝下。
2011年2月17日
香港立法会人力事务委员会讨论「鼓励就业交通津贴计划」（簡稱交津計劃）時，社民連梁国雄议员因为不满计划，向劳工及福利局局長张建宗擲出四个扭曲的胶樽但未擲中，梁此舉意在暗指政府将交津计划扭曲（在粵语中胶樽是交津的谐音）。最終会议主席李卓人作出劝止但未能成功，会议因此中断约一分钟。
2011年2月23日
在财政司司长曾俊华宣读新一年度财政预算案期间，社民聯梁国雄议员以茉莉花、黄莲、苦瓜及拖鞋等杂物擲向曾俊华，但沒有擲中，梁隨即被立法会主席赶出会议厅。
2011年2月24日
在财政司司长曾俊华宣读新一年度财政预算案后翌日，其向立法会再次简介新一年度财政预算案。期间陈伟业议员以纸钱擲向曾俊华，但並未擲中。
2011年7月15日
人民力量在議會內外發起行動抗議政府推出「替補機制」，其中議員陳偉業在行政長官曾蔭權出席答問大會回答議員提問期間，向曾擲紙飛機。但由於多名保安人員站在曾蔭權前阻擋而最終未擊中曾蔭權，陳偉業其後被立法會主席要求離場。
2011年8月29日
當日，立法會保安事務委員會召開特別會議，討論李克強訪問香港期間保安爭議。在會議尾聲，黃毓民議員突然走到保安局局長李少光及警務處處長曾偉雄前，展示一件寫有「平反六四」字句的T恤，其後將T恤擲向二人，並擲中曾偉雄的臉。曾偉雄隨後向委員會主席涂謹申抗議，要求記錄在案，但涂謹申則表示看不見T恤是否擲中了曾偉雄，最終沒有驅逐黃毓民出會議廳。9月12日續會時，黃毓民否認自己向曾偉雄投擲T恤，只是揚起T恤。
2013年12月9日
政务司司长林郑月娥到立法会解释政改咨询文件，黄毓民在會議上声言「就嚟掟妳汽油弹喇，林郑月娥，唔好以为好得意！」。
2019年5月11日
當日立法會就逃犯條例修訂進行會議，在陳維安為首的立法會秘書處只承認在當日早上9:00以石禮謙為主席的建制派會議下，由涂謹申為主席的泛民主派逃犯條例委員會在當日早上8:30率先進行，期間多名建制派及民主派立法會議員為阻止對方會議進行，發生肢體衝突，期間范國威被推倒，半昏迷送進瑪麗醫院，而建制派議員如陳恆鑌亦聲稱受傷，此次亦是近年立法會首次發生肢體衝突。

#### 區議會
過去歷屆區議會組成，因以街坊派地方政客居多，故此較少出現暴力衝突場面，但自2019年香港區議會選舉之後，新一屆議會因政治議題激化，故此比過往有較多之衝突場面發生，多數起因於政府官員和議員間，因政治立場而起，例如:
- 元朗襲擊事件
- 鄧炳強出席區議會會議民政事務專員離席

亦有因議員之間口角所導致，例如：
發生在2021年6月7日，葵青區議會房屋事務委員會上，當日因委員會轄下「中轉屋及劏房事務工作小組」主席出缺，需補選小組主席，由身兼該委員會主席的議員周偉雄（獨立民主派、前街坊工友服務處成員）被在席委員無異議通過出任，惟議員梁永權（民主黨）則在席間高呼「咁兒戲？」，引起周偉雄不滿，雙方初則口角，事實上，當日會議過程中，梁永權已多次打斷會議，質疑周偉雄的主持表現，隨後在處理完當日之臨時動議後，二人在會議廳內繼續口角衝突，並互相以粗言穢語辱罵至其家人，雙方隨即追逐扭打，至會議廳外之公眾示威區及議員休憩室位置，由於爭吵聲音之大，引起葵青民政事務處人員注意，最後由區議會秘書長及主席辦公室人員分開兩人。

#### 其他
- 皇后碼頭事件
- 興建高鐵菜園村遷徙
- 西九龍站一地兩檢爭議
- 香港免費電視牌照爭議
- 逃犯條例修訂爭議
- 土地大辯論後林鄭月娥堅持發展明日大嶼
- 香港立法會主席梁君彥多次否決以權力及特權法徹查各種基建失誤及民生事件之議案

### 大韓民國
韓國國會隨二戰結束、大韓民國建國而成立後的首次肢體衝突事件發生於1950年3月，當時反修憲派議員透過佔領議事台的方式，阻止修憲大會進行。
2004年3月12日，韓國總統盧武鉉遭彈劾前夕，一群親盧武鉉的議員在國會內與反對派展開約20分鐘的肢體冲突。
2007年12月14日，在距离总统大选还有5天的时候，大国家党和大统合民主新党的议员在国会大打出手。之後雙方又在17日发生激烈的肢體冲突。

### 英国
現時英國下議院的坐席劃分為執政黨與反對黨兩側，各自有一條紅線，兩條紅線相距為「兩把劍」的長度，兩方都不可以越過紅界，意味將議員分隔，不許他們決鬥（因為英格蘭的早期議會是容許持武器進場的）。
1762年，英國亦曾經盛行決鬥，議員之間也會因為口角而決鬥。1762年约翰·威尔克斯與塞缪尔·马丁的決鬥，起因是马丁在下議院對威尔克斯言語侮辱，決鬥在會議結束後立即展開。
1972年，在一场关于流血星期日中英国士兵行为的争辩中，独立社会党国会议员貝納黛特·德夫林用拳头殴打了保守党内政大臣雷金納·麥德寧，原因是后者无视公民的证词（包括德夫林的），坚称英軍士兵当时只是在进行自卫。事后德夫林声称她的行为是要取回发言权，她最終被处以半年禁止进入下议院的处罚。
1976年，在和工党国会议员的一场关于《航空造船业法案》的辩论后，保守党员迈克尔·赫塞尔坦被一群高唱红旗歌（社会主义歌曲）的人激怒。他拿起議事廳的仪仗在头顶挥舞，但随即被吉姆·普赖尔制止。最終在前者离席后当日的會議亦被暂停。

### 美国

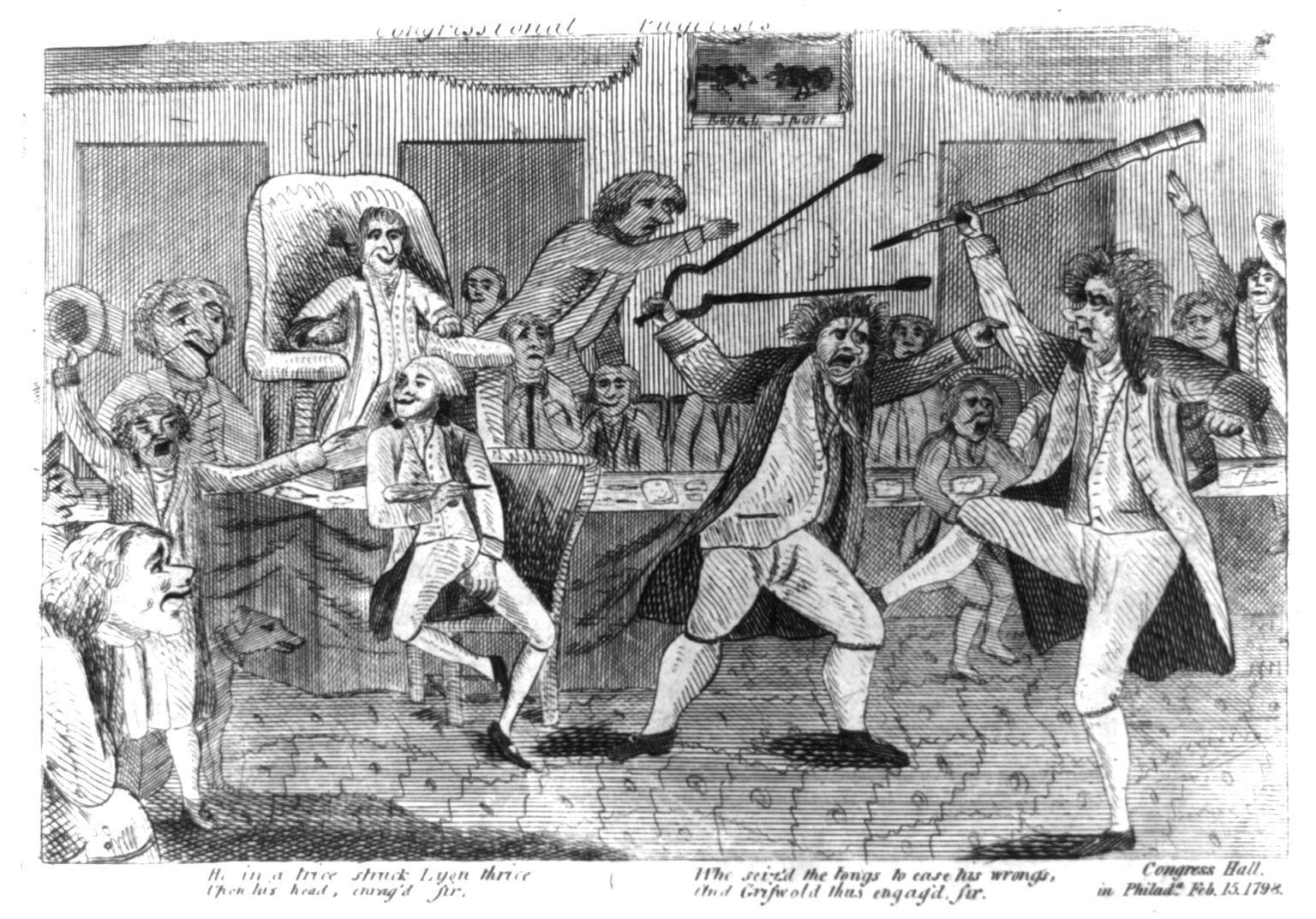
Congressional Pugilists，1798年的政治漫画，内容为格里斯沃爾德和萊昂打架的场景。

美國於建國初期經常上演議會暴力，後來經過多次的修法，議會暴力在美國已經少見，取而代之的則是國會議員在議會的冗長辯論。
1798年2月15日，美国众议院的議事廳中發生了鬥毆，主角是联邦党康涅狄格州眾議員罗杰·格里斯沃尔德和佛蒙特州眾議員马修·莱昂。格里斯沃爾德用山胡桃木手杖猛擊萊昂的头、肩和手臂，后者则努力抵挡。然后萊昂跑到壁炉旁拿起一只火钳，返回现场勇敢反击。身手敏捷的格里斯沃爾德绊倒了萊昂，未等后者起身又打他的脸。这时旁人將两人分开，稍事休息之后，萊昂又突然拾起火钳追赶格里斯沃爾德，战火又重新点燃。事實上二者此前就有过冲突，在同年1月30日，格里斯沃爾德公开指责萊昂“懦夫”，后者向前者脸上吐口水作为回报。结果萊昂成了第一个受到众议院伦理委员会指控的众议员，但在投票后他被免于处罚。
1856年5月22日，南卡罗来纳州的众议员普雷斯顿·布鲁克斯用笞杖殴打了马萨诸塞州眾議員查尔斯·萨姆纳。后者曾宣称前者的兄弟安德鲁·巴特勒是一个皮条客，娶了一个“别人都觉得醜，他却觉得可爱极了；污染了这个世界的风光，却点缀了他的生活”的妓女。此后数十年，参议员们常常携带笞杖甚至是左轮手枪以避免遭受类似的厄运。

### 印度
1989年3月26日，泰米尔纳德邦立法会议上因投票结果发生了骚乱。执政党和反对党成员用拳头互相殴打，并彼此投掷文件、桌子和麦克风。反对党领导人，前电影演员贾亚拉利萨·贾雅勒姆在被一堆文件打中之后含泪离开了现场。
1997年10月22日，北方邦立法会议骚乱中，立法会议成员们使用麦克风和椅子互相大打出手。
2023年2月24日，德里的兩個黨議員就選舉問題爆發衝突。

### 墨西哥
2006年12月1日，僅以極微弱多數赢得总统选举的费利佩·卡尔德龙就职前几个小时，國會爆发了鬥毆事件，电视台对鬥毆过程进行了现场直播。尽管如此，总统最終还是从后门进入了国会会议室，在一片揶揄声中举行了就职典礼。在儀式上，总统唱起了国歌，成功让反对派暫時安靜了下來，隨即快速離開了國會。

### 土耳其
2014年1月12日的土耳其大国民议会因為執政黨阻撓針對一起涉嫌貪腐案相關調查，而引起不同政黨議員在議事堂內爆發肢體衝突，有議員以礦泉水瓶、文件夾、甚至平板電腦丟擲對方。

### 乌克兰
2014年1月，由於在預算案方面的爭議，烏克蘭國會反對派議員和執政黨議員爆發衝突，議員之間以拳頭甚至蕎麥粉相互攻擊。

### 其他國家
俄羅斯、義大利、玻利維亞、委內瑞拉、日本、亞美尼亞等國家也曾發生過國會議員肢體衝突的事件。1988年欧洲议会还发生过议员攻击教宗若望·保禄二世的事件。